# Park Kyung-lim
Park Kyung-lim (em coreano:  박경림; Seul, 30 de março de 1979) é uma apresentadora, atriz e comediante sul-coreana. Depois de sair para estudar nos Estados Unidos na New York Film Academy School of Film & Acting, ela voltou para apresentar o reality show X-Man!. Ela deixou o programa em 2006 para comandar vários programas da Munhwa Broadcasting Corporation, além de apresentar seu próprio programa de rádio. Ela era membro permanente do High-Five, parte da programação Happy Sunday da Korean Broadcasting System, até seu cancelamento em 2008. Park também apresentou seu próprio programa intitulado Park Kyung-lim's Wonderful Outing no MBC Every1.

## Filmografia

### Cinema
| Ano  | Título          | Papel         |
| ---- | --------------- | ------------- |
| 2000 | Ghost Taxi      |               |
| 2016 | Gutbai Singkeul | Apresentadora |

### Séries
| Ano  | Título               | Papel           | Notas    |
| ---- | -------------------- | --------------- | -------- |
| 2000 | The Truth            | Choi Eun-shil   |          |
| 2000 | Nonstop 2            |                 |          |
| 2002 | Sidestreet People    | Choi Young-mi   |          |
| 2002 | Rival                | Go Eun-se       |          |
| 2005 | Cute or Crazy        | Park Kyung-lim  |          |
| 2009 | Jibungttulgo Haikik  | Kyung-lim       | Aparição |
| 2011 | The Greatest Love    |                 |          |
| 2011 | The Musical          | Sa Bok-ja       |          |
| 2013 | Gamjabyeol 2013QR3   | Voz de Bo-young | Aparição |
| 2013 | Unemployed Romance   | Professora      | Aparição |
| 2017 | Ultimate Beastmaster | Ela mesma       |          |
| 2021 | Imiteisyeon          | Apresentadora   | Aparição |

### Programas
| Ano       | Título                           | Papel            | Notas                                        |
| --------- | -------------------------------- | ---------------- | -------------------------------------------- |
| 2000–2002 | Star Survival Dongeodongrak      | Membro do elenco |                                              |
| 2005–2006 | X-Man                            | Membro do elenco |                                              |
| 2005–2006 | Music Bank                       | Apresentadora    | com Kang Kyung-joon                          |
| 2005–2006 | SS501 Thank You for Waking Me Up | Apresentadora    | com SS501                                    |
| 2010–2011 | Oh! My School                    | Apresentadora    |                                              |
| 2013–2014 | Mamma Mia                        | Membro do elenco |                                              |
| 2018      | Global Views                     | Membro do elenco |                                              |
| 2021      | Park Kyung-lim's Life Story      | Apresentadora    | [ 4 ]                                        |
| 2022      | Mystery Duet                     | Painelista       | [ 5 ]                                        |
| 2022–2023 | Lovers of Joseon                 | Apresentadora    | com Park Soo-hong, Choi Seong-guk e Oh Na-mi |
| 2023      | Big Brother Era                  | Membro regular   | [ 7 ]                                        |
| 2023      | Debeulseu peullaen               | Competidora      | [ 8 ]                                        |

## Livros publicados
- Park Kyung-lim, Cartoon Essay 《네모천사 경림이》 (2001) ISBN 899-52-35306
- Park Kyung-lim, English Success Story (2004) ISBN 897-04-18-911
- 박경림의 사람 (2008) ISBN 978-89-01-08223-3